# الزیمه (عربستان)
الزیمه یک منطقهٔ مسکونی در عربستان سعودی است که در استان مکه واقع شده‌است.